# 十六歳のマリンブルー
『十六歳のマリンブルー』（じゅうろくさいのマリンブルー）は、1986年にすばる文学賞を受賞した本城美智子の小説。また、それを原作として1990年に今関あきよし監督により製作された日本映画。

## 映画

### キャスト
- 立林えみ：古谷玲香
- 脇坂肇：菊池健一郎
- 立林邦彦：薬丸裕英
- 立林佳代：松原智恵子
- 脇坂道子：佐藤オリエ
- 沖中浩：竹内力
- 平塚正子：亜湖
- 九兵衛：奥村公延
- 村井夕子：日暮愛葉
- 高橋真澄：吉田由美
- 山岡あゆみ：森本よしえ
- 原田隆子：石川しのぶ[1]